# To Serve and Command
To Serve and Command là một trò chơi máy tính thuộc thể loại chiến thuật thời gian thực lấy bối cảnh Thế chiến thứ II do hãng InterActive Vision phát triển và Valusoft phát hành vào ngày 7 tháng 5 năm 2004.
Trò chơi lấy đề tài là chiến tranh thế giới lần thứ II, tập trung miêu tả những trận đánh lớn ở các chiến trường nổi tiếng một thời nằm rải rác suốt chặng đường mà quân đồng minh tiến về thủ đô Berlin của Đức Quốc xã.

## Cách chơi
Lối chơi của game tương tự dòng Blitzkrieg. Trò chơi sẽ cung cấp cho người một nhóm đơn vị quân vào lúc khởi đầu với số lượng hạn chế và nhiệm vụ của người chơi là khéo léo dẫn dắt nhóm quân này tiêu diệt từng đội quân của kẻ thù, cùng với việc hoàn thành các mục tiêu của game như phá hủy công sự địch, bảo vệ căn cứ, hộ tống quân bạn…
Người chơi có thể điều khiển khoảng 33 đơn vị lính chia đều cho cả hai phe Đồng Minh và Trục (phát xít) và các trận đánh được trải dài qua 20 nhiệm vụ. Trước khi bắt đầu mỗi nhiệm vụ, người chơi sẽ được hướng dẫn rất chi tiết về mục tiêu cũng như kế hoạch tác chiến tối ưu để tham khảo và nếu có thể thực hiện tốt đúng theo kế hoạch thì tổn thất sẽ rất ít.
Game được thiết kế với góc nhìn từ trên xuống, rất thuận tiện cho việc quan sát toàn cảnh chiến trường cũng như điều khiển các đơn vị quân. Tuy nhiên, người chơi sẽ phải khá vất vả với mọi hành động của mình vì các nhiệm vụ không phải là dễ dàng và đối thủ máy khá thông minh, linh hoạt. Đặc biệt, ở một số tình huống chúng còn được tăng cường lực lượng rất đông đảo và được trang bị những loại vũ khí tốt nhất, vì thế việc đánh bại chúng là rất khó, đòi hỏi người chơi phải có một kế hoạch tác chiến rõ ràng và an toàn. Tham gia vào các trận đánh có rất nhiều đơn vị lính và khí tài, từ nhữngloại thông dụng cho đến những loại chuyên dụng như xe tăng M26, M40, Jagdtigers...